# Galluccio rosato riserva
Il Galluccio rosato riserva è un vino DOC la cui produzione è consentita nella provincia di Caserta.

## Caratteristiche organolettiche
- colore: rosa più o meno intenso.
- odore: delicato, fruttato, caratteristico.
- sapore: secco, fresco, armonico.

## Produzione
Provincia, stagione, volume in ettolitri
- nessun dato disponibile